# Velká Jesenice
Obec Velká Jesenice (německy Groß Jessenitz) se nachází v okrese Náchod, kraj Královéhradecký, zhruba 4 km jižně od České Skalice. Žije zde 748 obyvatel. Obec je členem Svazku obcí Metuje.

## Historie
První písemná zmínka o obci pochází z roku 1495, dříve uváděný letopočet 1436 s údajem o vypálení městečka Jeszenicz Hradeckými se vztahuje k Sezemicím. Název obce je odvozen od velkých jasanů, staročesky se jasan řekl „jěsen“.
Již před rokem 1547 držel jeden z dvorců urozený rytíř Heřman Petr Bohdanecký z Hodkova a na Lanšperku a to jako hospodářství ke svému domu na Novém Městě nad Metují. Vedle Heřmana Petra pak jeden dvůr držel i urozený a statečný rytíř Bořek Dohalský z Dohalic. Panským mladším rychtářem byl jistý Johann, jiný grunt držel Johann zvaný tvarůžkář, další sedlák Pavel Ježkův. Po Heřmanu Petrovi dvorec podědil jeho třetí syn, urozený Heřman starší Bohdanecký z Hodkova a na Dlouhé Třebové a po něm jeho druhý, mladší syn Karel, který dvorec odkázal mladší přízni ze žlebské sekundogenitury, urozenému Václavovi Bohdaneckému z Hodkova a na Teplici, když se sám na dvoře nezdržoval a již daleko dříve dvůr poskytl k ubytování Václavově rodině, a to do času, než rytíř Václav přestaví teplický Dolní zámek a vybudují Horní zámek v Teplici. Prvorozeným synem Václava Bohdaneckého z Hodkova na Teplici a Salomeny Vostrovské ze Skalky byl Adam Georg Bohdaneczký z Hodkowa a na Jesenitzi (1578/1579 zámek Skalka – 15. 12. 1584 Jesenice).
Tzv. Velká Jesenice, dříve jen Jesenice, byla již k roku 1576 rozdělena na díl opočenský a novoměstský a dále díl pánů z Veselice a Kamenců z Kamene. Na prvním dílu Veselských z Veselice stávala již zaniklá gotická tvrz a dvorec a dílu pánů z Kamene pak nová tvrz s dvorcem, dnes č.p. 84. Díl Veselských později získali Trčkové a připojili jej k Opočnu. Díl Kamenců byl připojen k novoměstskému velkostatku. Mimo tyto dva základní díly však Jesenici spoludrželo ještě pár drobných držitelů, Johann Budson, Johann Bohovlad a Mattias Mazánek původem z Kolína. V roce 1582 na opočenském díle držel urozený Bořek st. Hamza ze Zábědovic 2 lány a louku, ještě méně držel Bernard Dobrzenský z Dobrzenicz a zbytek urozený a statečný rytíř Václav Bohdanecký z Hodkova. Po roce 1588, kdy byla postavena nová tvrz, Jitka Kamencová z Veselice a Jiřík Kamenec z Kamene, její manžel, jménem jejich dcery Jitky mladší vydělili z obou dílů další část, která obsahovala farní kostel a ten Jitce mladší přiřkli. Václav Bohdanecký z Hodkova pak držel onen kmecí dvorec a pár stavení s jinak dost rozsáhlým příslušenstvím, které bylo původní částí opočenského dílu a menší část dílu novoměstského, což bylo šest velkých gruntů. Díl Jitky ml. byl pak rodiči prodán komisaři zemského soudu, slovutnému vladykovi Těminovi z Těmic. Urozený a statečný rytíř Václav Bohdanecký z Hodkova a na Teplici získal část Jesenice od dědiců svého prastrýce urozeného rytíře Heřmana Petra barona Bohdaneckého z Hodkova a na Landšperku etc.

## Pamětihodnosti
- Kostel Nanebevzetí Panny Marie
- Kaplička svatého Františka
- Socha Panny Marie
- Socha svatého Jana Nepomuckého
- Socha svatého Václava
- Tři krucifixy
- Pomník Jendy Hofmana
- Náhrobní kámen ve zdi okolo kostela

## Části obce
- Velká Jesenice
- Veselice (včetně osady Nouzín)
- Volovka

## Doprava
- 2,4 km od obce prochází železniční trať 032 (Jaroměř - Trutnov), na které se nachází stejnojmenná zastávka (Velká Jesenice)
- obcí projíždějí 3 autobusové linky - 640029, 640030 a 640079 (dopravce: ARRIVA VÝCHODNÍ ČECHY a.s., ul. Na Ostrově 177, Chrudim)
- 6 autobusových zastávek: Čeperka, škola, U Voglů, žel. zast., Nový Dvůr a Volovka
- obcí prochází silnice II/304

## Osobnosti
- Jan Haž (1849–1899), sochař

## Galerie

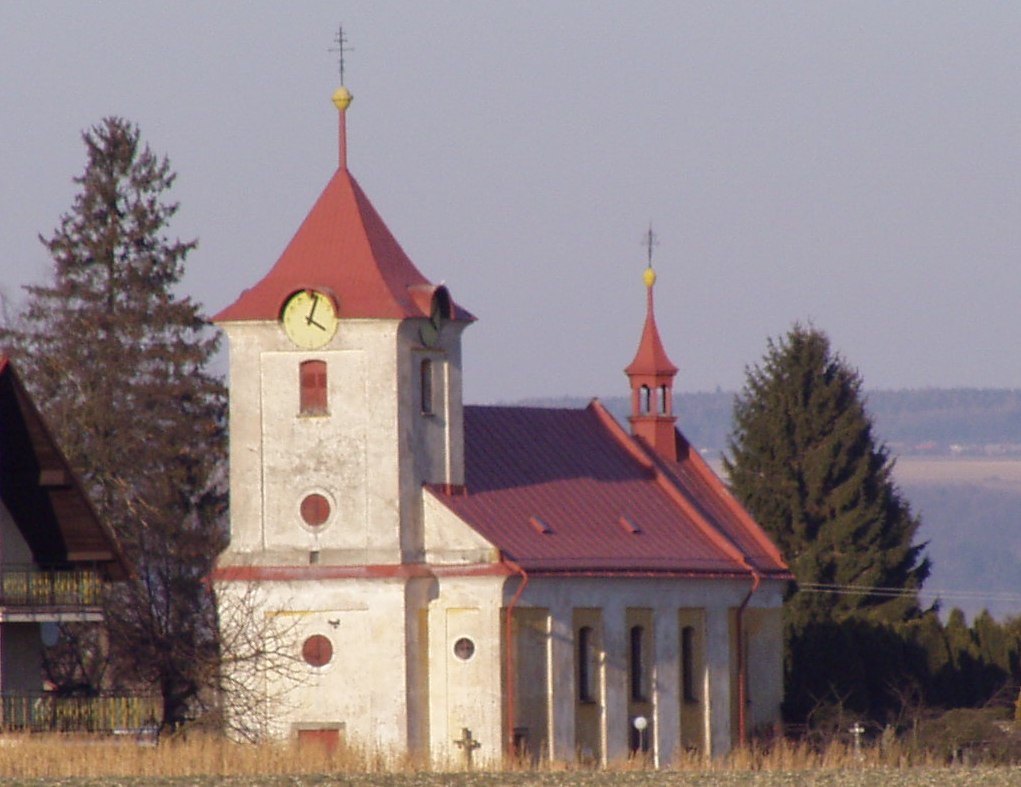
Kostel Nanebevzetí Panny Marie
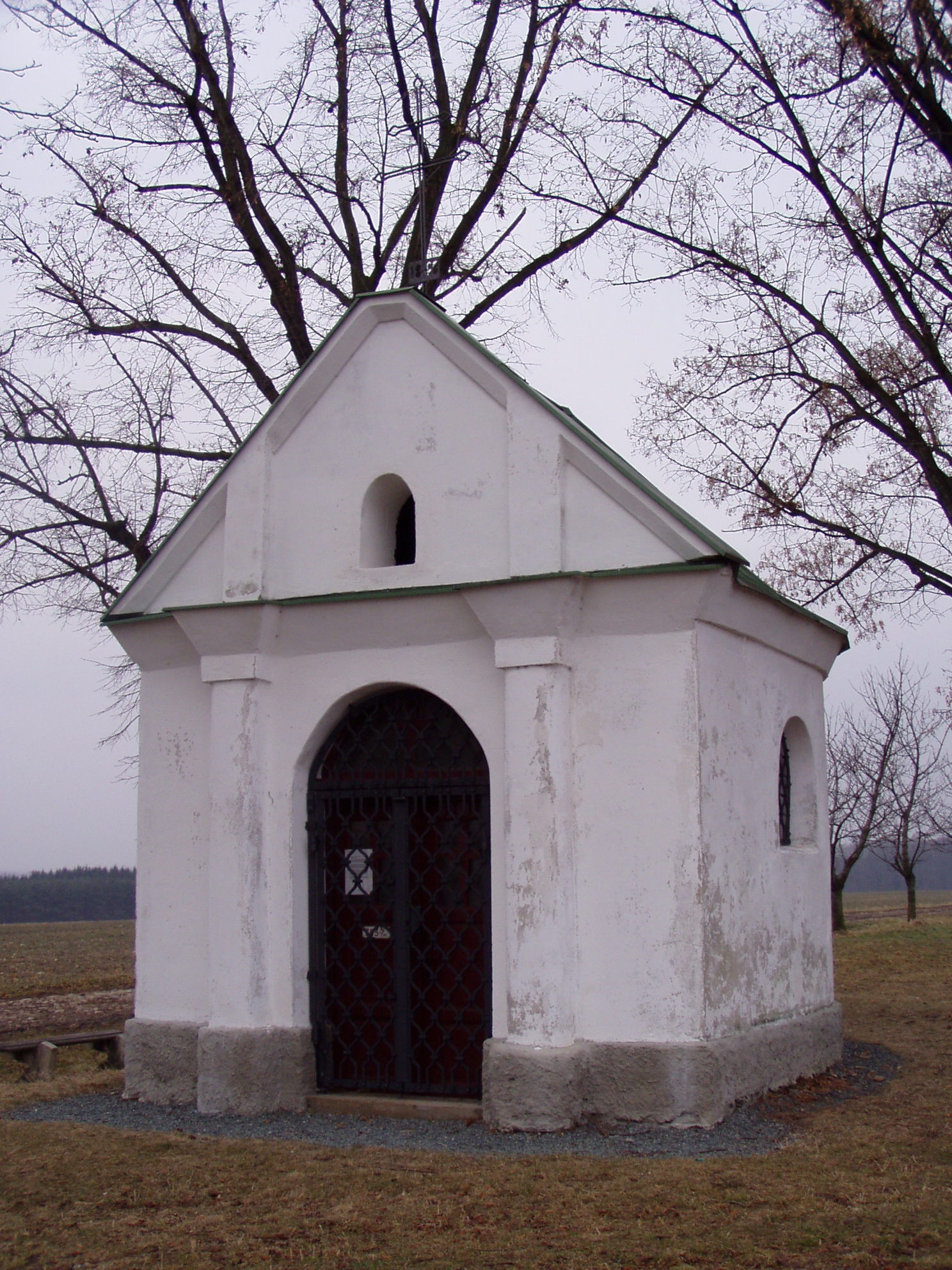
Kaple sv. Františka Serafínského
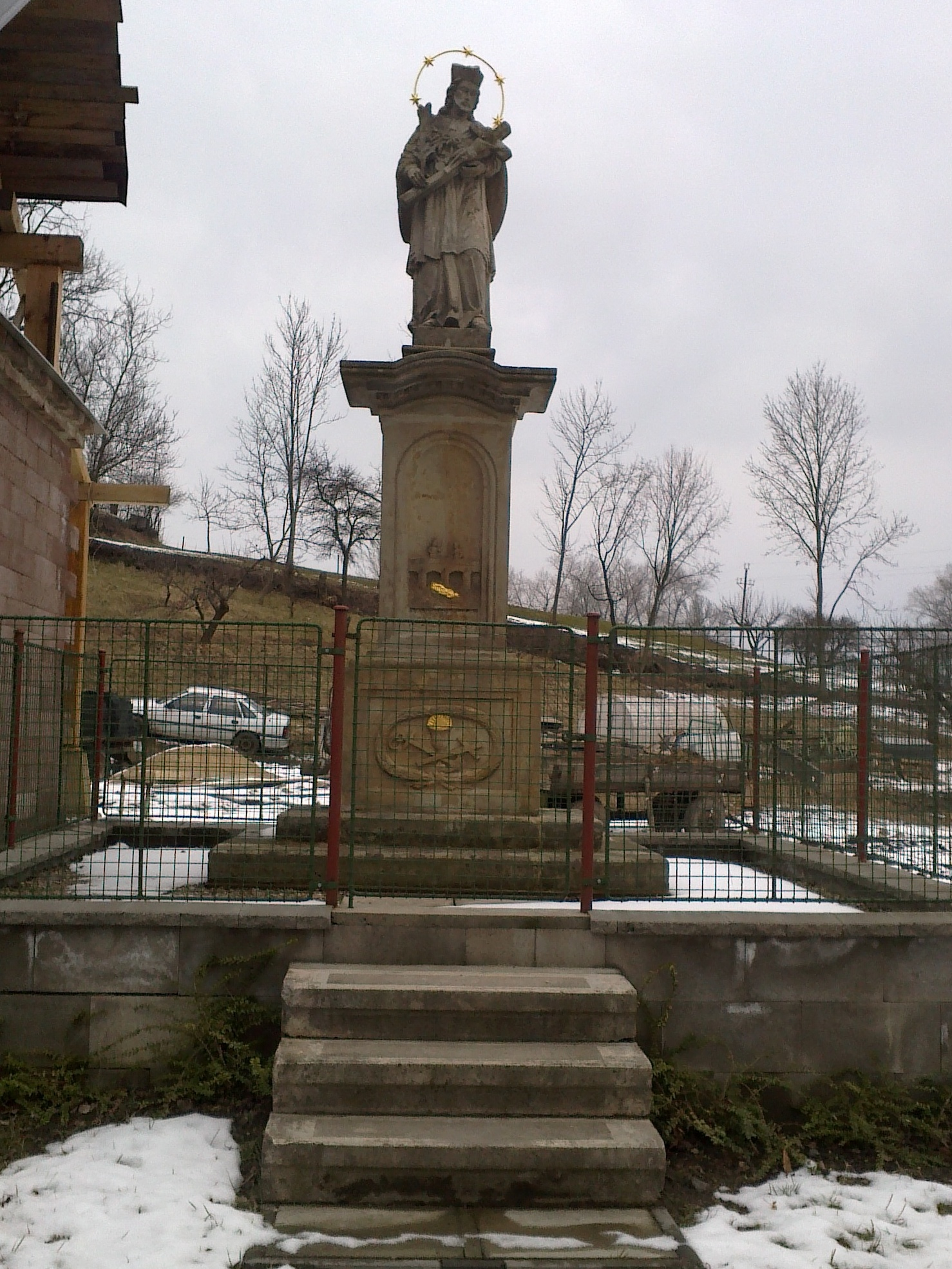
Socha sv. Jana Nepomuckého
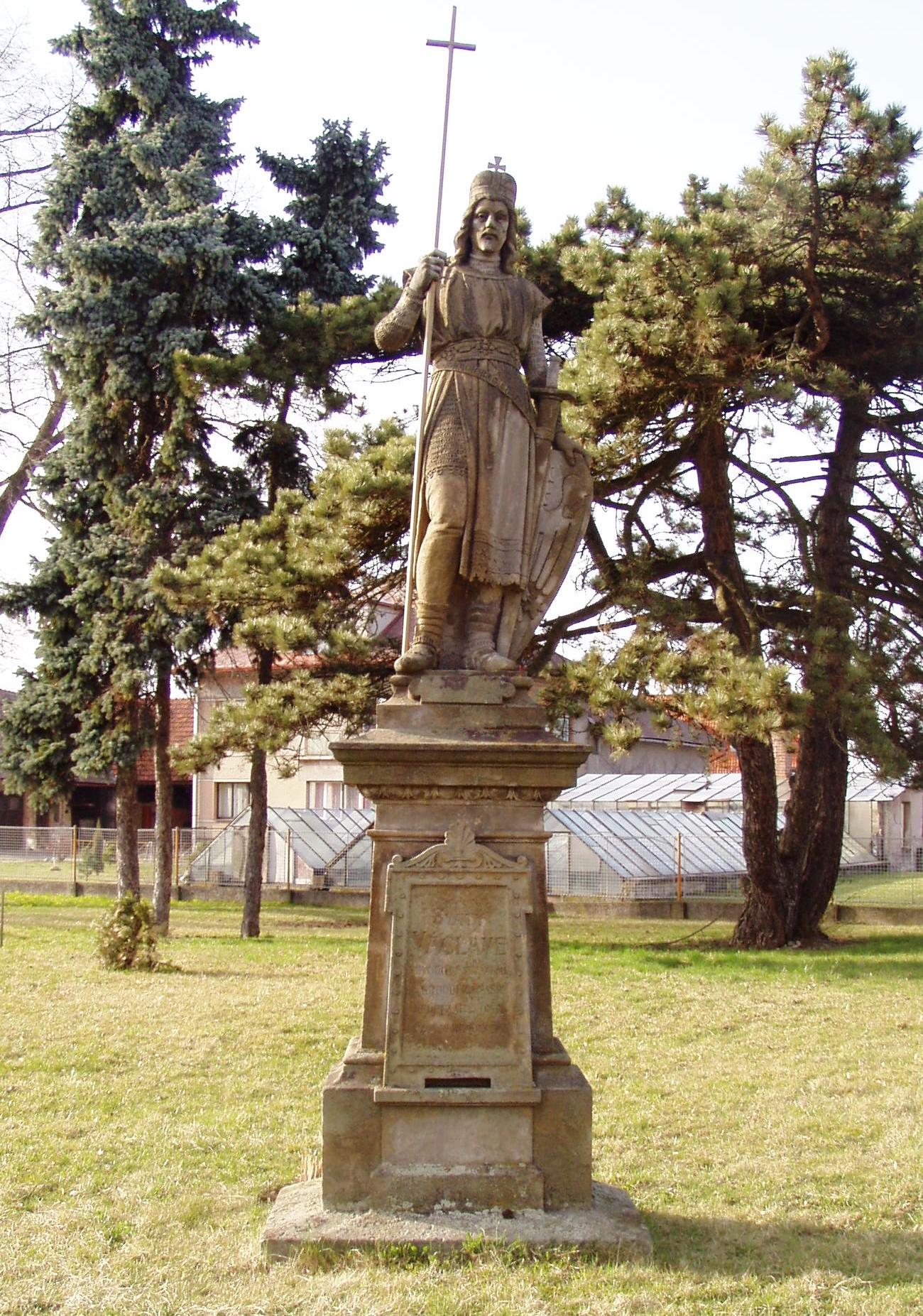
Socha sv. Václava
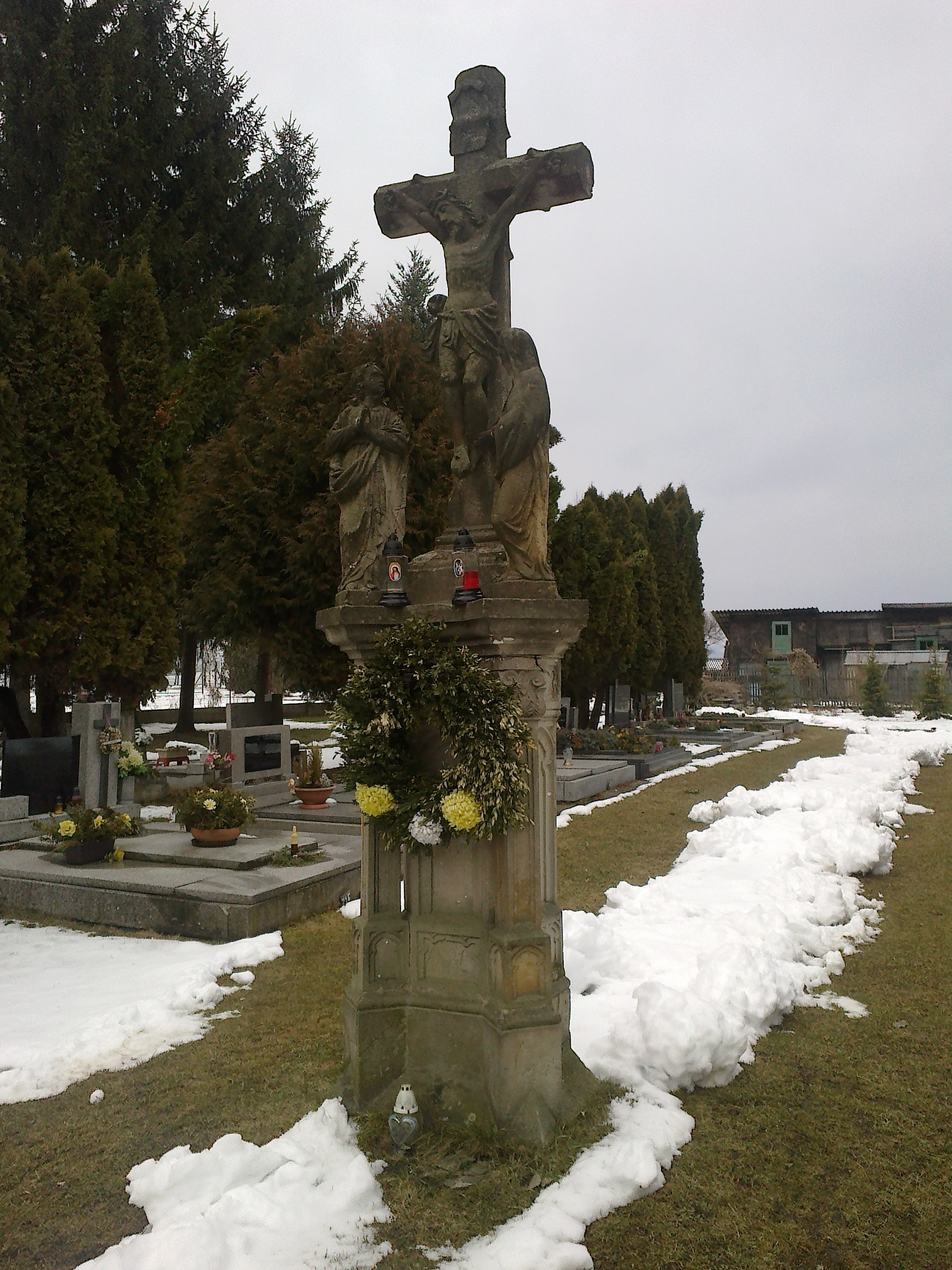
Sousoší ukřižování na hřbitově
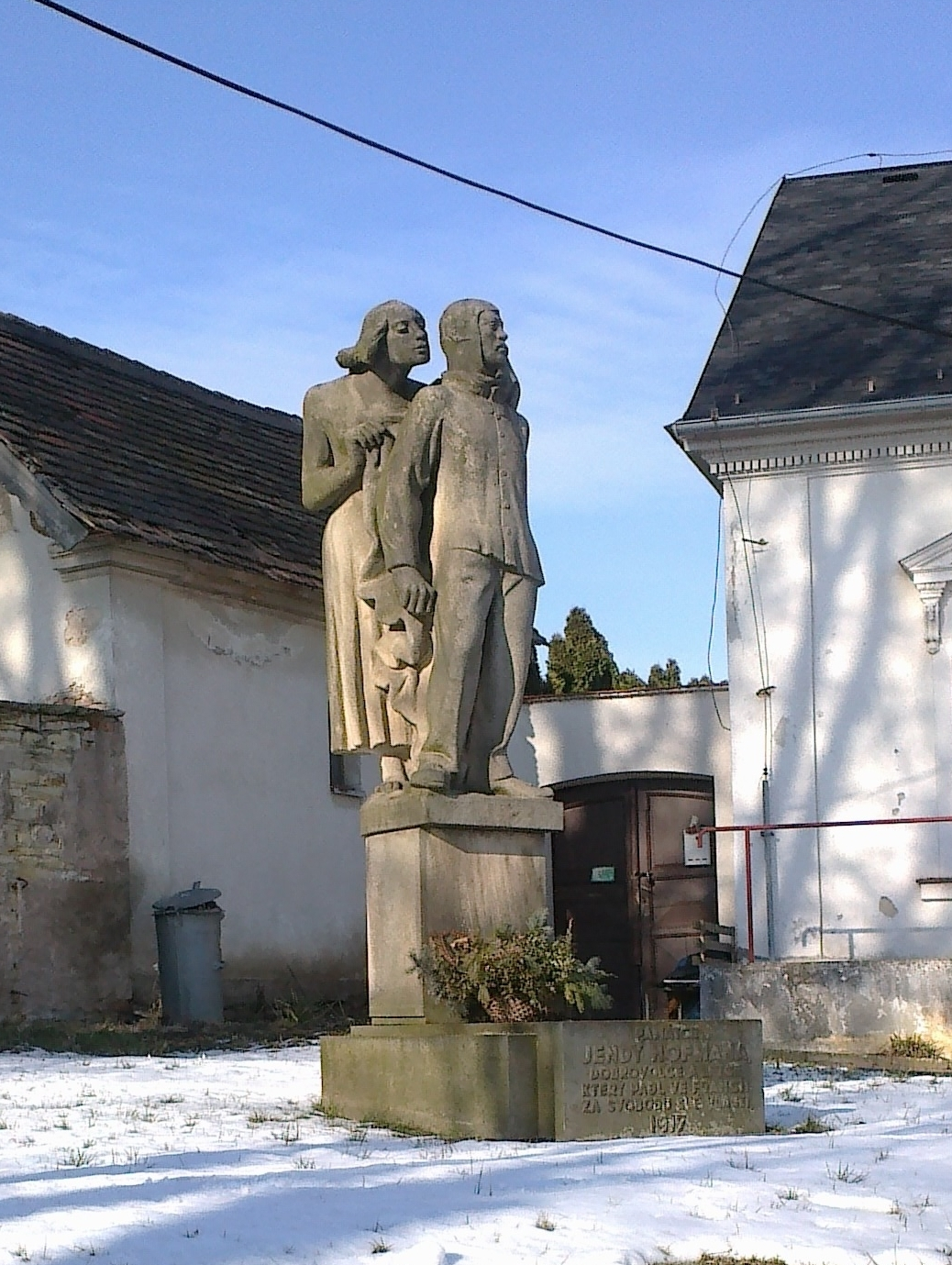
Pomník Jendy Hofmana